# 탄자니아 대통령
탄자니아의 대통령(스와힐리어: Rais wa Jamhuri ya Muungano wa Tanzania, 영어: President of the United Republic of Tanzania)은 탄자니아의 국가 원수 및 정부 수반이다. 대통령은 탄자니아 정부의 행정부를 이끌며 군 통수권자다.
사미아 술루후 하산은 탄자니아의 첫 여성 대통령이다. 그녀는 2021년 3월 17일 존 마구풀리가 사망한 후 그의 뒤를 이었다.

## 행정권
탄자니아의 대통령은 군 총사령관이며 "선출된 의원과 국민의 대표자로 구성된 입법부에 책임이 있다"고 말했다.

## 역대 대통령 목록
1961년 탕가니카라는 이름으로 독립한 후, 1962년 헌법에 따라 줄리어스 니에레레가 처음이자 유일한 대통령이 될 때까지 리처드 턴불 경이 총독으로 처음 이끌었다. 탕가니카와 잔지바르가 합병된 1964년 헌법은 사미아 술루후 하산을 제외하고 각각 6명의 대통령을 연임시켰다. 줄리어스 니에레레는 1962년부터 1985년까지 총 5번의 임기를 수행했으며, 1964년 헌법 하에서 4번의 임기를 수행했다. 탄자니아의 모든 대통령은 탕가니카 아프리카 민족연합당 출신으로, 탄자니아 혁명당이 되었다.

## 같이 보기
- 탄자니아